# 2303-as mellékút (Magyarország)
A 2303-as számú mellékút egy négy számjegyű mellékút Nógrád vármegyében. A megyeszékhelyt, Salgótarjánt köti össze néhány, tőle keleti illetve délkeleti irányban fekvő környező településsel és a 23-as főúttal.

## Nyomvonala
A 211-as főútnak abból a salgótarjáni körforgalmú csomópontjából ágazik ki, amelybe a 21 601-es út is beletorkollik. Északkelet felé indul, Salgó út néven, a Salgó-patakkal párhuzamosan. Elhalad Szabadságtelep, Művésztelep és Ponyipuszta városrészek mellett, ezalatt elhalad az Acélgyár nagy téglakéménye mellett is, majd keletebbnek fordul. 3 kilométer után éri el Pintértelepet, itt Tarjáni út a neve, és délkelet felé veszi az irányt. 4+100-as kilométer-szelvénye előtt ágazik ki belőle a 2304-es út Zabar felé, és nagyjából ugyanitt csatlakozik hozzá észak felől a Zagyva. 6 kilométer megtétele után lép ki Salgótarján területéről és pár méterrel arrébb átvált a Zagyva keleti oldalára.
Itt mintegy 3 kilométeren át Kazár területén halad – messze elkerülve a község lakott területét, amellyel ez a szakaszon közúti kapcsolata sincs –, majd a 8+900-as kilométer-szelvénye körül kiágazik belőle északkelet felé a Bárnára vezető 23 106-os út. Innentől pár száz méteren át Kazár és Mátraszele határán halad, majd átlép ez utóbbi településre; ennek központját a 12. kilométerénél éri el. 12+600-as kilométer-szelvénye közelében csatlakozik bele a 2301-es út, szűk 7 kilométer megtétele után Kisterenye-Rákóczibánya irányából.
Következő települése Mátraterenye, aminek határát a 15. kilométernél éri el, előtte az út ismét keresztezi a Zagyva folyását. A 18. kilométernél, a falu központjában (Homokterenye településrész) aztán a Zagyva ismét átfolyik az út alatt, innentől eltávolodnak egymástól. 18+100-as kilométer-szelvénye közelében ágazik ki északkelet felé a 23 109-es út a zsáktelepülés Mátranovák felé; ugyanott átfolyik az út alatt a Bárna-patak is. Nádújfalu településrészen ér véget, több iránytörést követően, beletorkollva a 23-as főútba, annak 12+500-as kilométer-szelvénye közelében.
Teljes hossza, az országos közutak térképes nyilvántartására szolgáló kira.gov.hu adatbázisa szerint 20,953 kilométer.